# Жената на Юда
„Жената на Юда“ (на испански: La mujer de Judas) е венецуелска теленовела, създаден от Мартин Хан и излъчен от РЦТВ от 16 май до 7 декември 2002 г. В главните роли са Шантал Баудо, Хуан Карлос Гарсия и Астрид Каролина Ерера.

## Актьори
- Шантал Бодо – Глория Реал / Глория Рохас Дел Торо
- Хуан Карлос Гарсия – Саломон Вайсман
- Астрид Каролина Ерера – Алтаграся де Торо
- Луис Херардо Нуньес – Маркос Рохас Пол
- Гледис Ибара – Марина Батиста
- Джули Рестифо – Хоакина Лиал / Ла Хуака
- Хавиер Видал – Лудовико Агуеро дел Торо
- Дора Маццоне – Елда Чичита Агуеро дел Торо
- Федра Лопес – Рикарда Араухо
- Киара – Лора Брисеньо
- Алби де Абреу – Алирио Агуеро дел Торо

## Версии
- Жената на Юда, мексиканска теленовела от 2012 г., продуцирана от ТВ Ацтека, с участието на Андреа Марти, Виктор Гонсалес и Анет Мишел.

## В България
Теленовелата се излъчи в Зоун Романтика през 2006 г.